# Ноксъбий (окръг, Мисисипи)
Окръг Ноксъбий (на английски: Noxubee County) е окръг в щата Мисисипи, Съединени американски щати. Площта му е 1813 km², а населението - 12 548 души (2000). Административен център е град Мейкън.